# وسائل الإعلام في الصومال

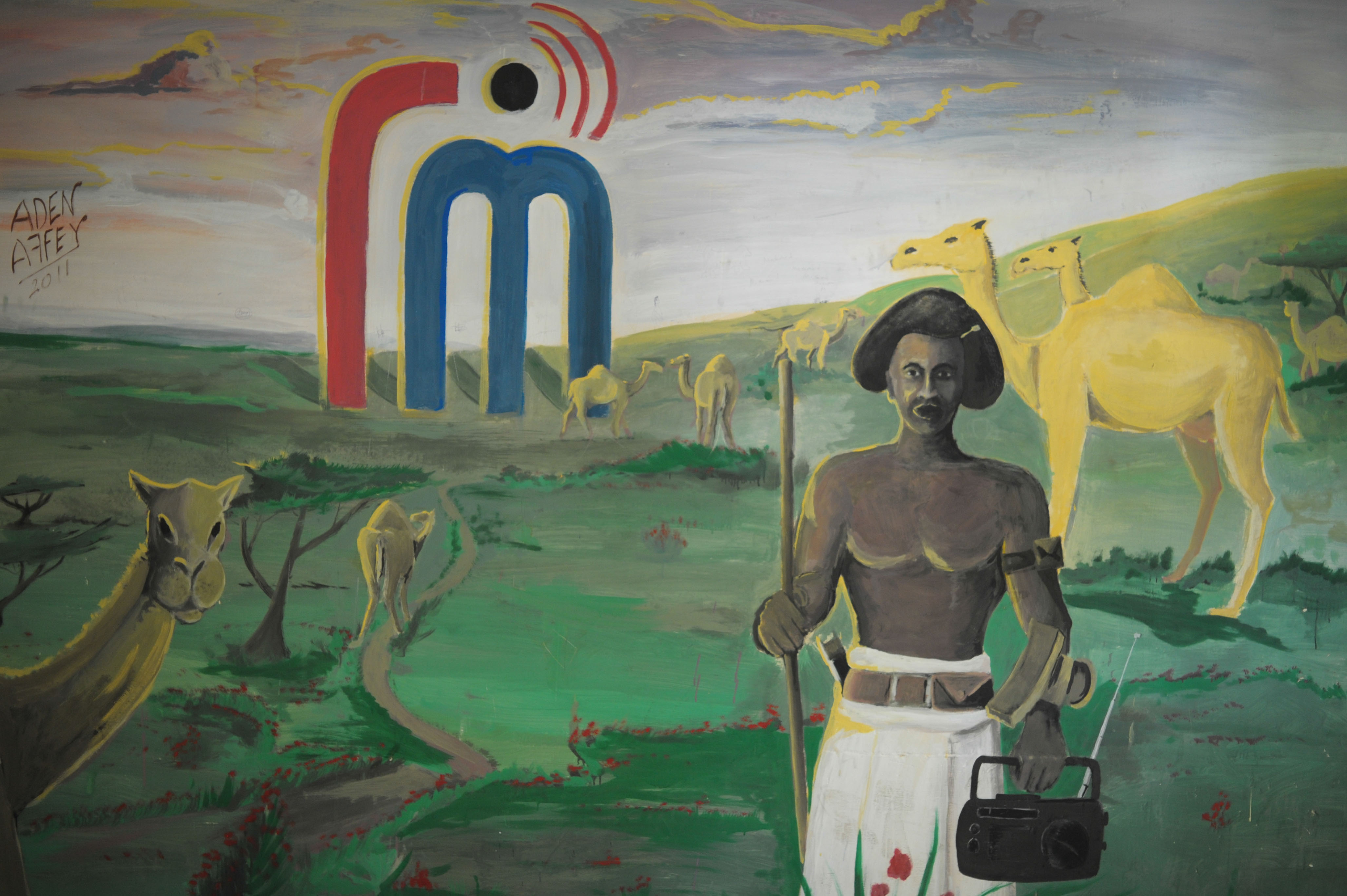
شعار إذاعة مقديشو تم تأسيسها في الصومال الإيطالي في عام 1951

الوسائل الإعلامية في الصومال  (بالصومالية: Warbaahinta Soomaliya)‏ تتكون من مختلف المنافذ الإذاعية والتلفزيونية والمطبوعة والإنترنت. تدير الحكومة الصومالية شبكة إذاعية وتليفزيون رسمي،  توجد إلى جانبهما عدد من المحطات الخاصة والأجنبية، تفسح وسائل الإعلام المطبوعة في البلاد المجال بشكل تدريجي لمحطات الإذاعة الإخبارية والبوابات عبر الإنترنت، مع زيادة الاتصال بالإنترنت والوصول إليها، في فبراير 2013، أطلقت  وزارة الإعلام والبريد والاتصالات أيضًا عملية استشارية واسعة النطاق لإصلاح تشريعات وسائل الإعلام.

## الإذاعة
بدأ الإيطاليون الاتصالات اللاسلكية في مقديشو في أواخر الخمسينيات من القرن الماضي.
أشرف غولييلمو ماركوني نفسه على رسائل المحطة الإذاعية في العاصمة الإيطالية الصومالية، وكانت الأولى من نوعها في إفريقيا على التوالي، بدأت "خدمة إذاعية" عامة باللغة الإيطالية في عام 1938،  ولكنها اقتصرت على البث فقط في مقديشو وجوهر. إذاعة مقديشو هي الإذاعة العامة التي تديرها الحكومة الفيدرالية. تأسست في عام 1951 في الصومال الإيطالي كمتابعة لـ "راديو مقديشيو" ، وكانت في البداية تبث أخبارًا باللغتين الصومالية والإيطالية.
تم تحديث المحطة فيما بعد بمساعدة من دولة روسيابعد استقلال الصومال في عام 1960، وبدأت في تقديم الخدمة المنزلية في لغات الصومالية والأمهرية واللغة الأورمية. وتم إغلاق عملياتها في أوائل التسعينيات بسبب الحرب الأهلية، وتم إعادتها رسميًا في أغسطس 2001 من قبل الحكومة الوطنية الانتقالية. في الواقع، هناك عدد من وكالات الأنباء الإذاعية الموجودة في الصومال.  يعتبر الراديو أهم قنوات الاتصال وأكثرها فاعلية في الدولة، وهو النوع الأكثر شعبية من وسائل الإعلام في الصومال .  في المجموع، تم بث حوالي محطة إذاعية واحدة على الموجة القصيرة وأكثر من عشر محطات إذاعية خاصة على موجة FM من العاصمة، مع عدة محطات إذاعية تبث من المناطق الوسطى والجنوبية ومن بونتلاند. معظم المحطات الإذاعية في الصومال هي أعضاء في شبكة 2013، وهي جمعية لمحطات الإذاعة المحلية ومنتدى لقادة الإعلام الوطني. 

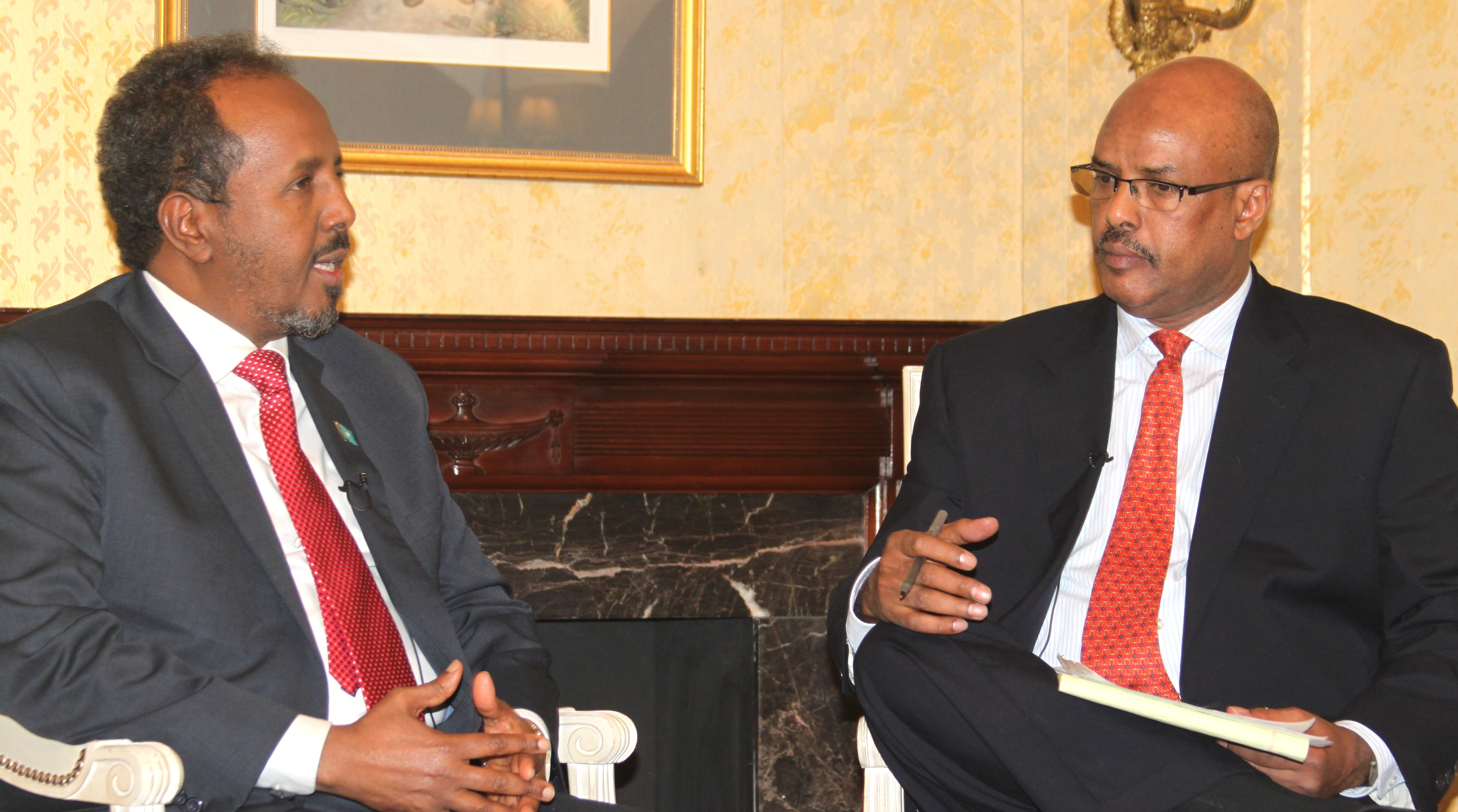
الرئيس الصومالي حسن شيخ محمود مع الصحفي عبد الرحمن يبرو

.

### في مقديشو
تشمل المحطات الإذاعية الأخرى التي يوجد مقرها في مقديشو راديو المستقبل،  إذاعة شبيلي،  ، [11] و راديو كولمي،  و راديو دنن،  و راديو دلسن،  راديو بنادير،  و راديو حمر، المعروف أيضًا باسم صوت الديمقراطية 

### في غلمدغ
كما تشمل المحطات الإذاعية في جنوب وسط الصومال راديو طوسمريب، في طوس مريب و راديو عودكا نابادا وأيضا راديو عابد واق، و صوت مدج،  كما يوجد أيضًا راديو هوبيو، وراديو جلجدود.

### في بونتلاند
يوجد في منطقة بونتلاند الشمالية الشرقية أكثر من اثنتي عشرة محطة إذاعية خاصة. يقع مقر إذاعة جروي في جروي، العاصمة الإدارية للولاية. راديو دلجر وهي أكبر محطة إذاعية في بونتلاند. من خلال استوديو في جروي ومقرها الرئيسي في بوصاصو، العاصمة التجارية لبونتلاند، تصل شبكة البث المكونة من 7 أجهزة إرسال اف ام إلى معظم الولاية بالإضافة إلى جزء من منطقة غلمدغ المجاورة إلى الجنوب. تتركز أيضًا في بوصاصو  مع استوديوهاتها في جروي كما هي أقدم وثاني أكبر محطة إذاعية خاصة في بونتلاند. بالإضافة إلى ذلك، يوجد مقر لراديو هورسيد والزيغما وراديو نيشن في بوصاصو. وراديو جالكعيو، المعروف سابقًا باسم راديو الحر، يعمل من جالكعيو في شمال وسط مقاطعة مدج، وكذلك صوت السلام، وراديو الحاج تشمل المحطات الإذاعية الأخرى التي تبث من بونتلاند  راديو الحكمة والإذاعة الصومالية العامة.

### في صوماليلاند
بالإضافة إلى ذلك، يوجد في منطقة أرض الصومال الواقعة محطة إذاعية واحدة تديرها الحكومة، وهي إذاعة هرجيسا المعروف براديو أرض الصومال. تم تأسيسه في عام 1943 في محمية أرض الصومال البريطانية السابقة كأول محطة باللغة الصومالية، تبث في الغالب باللغة الصومالية ولكنها تحتوي أيضًا على نشرات إخبارية باللغات الأمهرية والعربية والإنجليزية.
اعتبارًا من عام 2007، كان البث متاحًا لاثنين من المذيعين الدوليين. 